# Crazy Little Thing Called Love
"Crazy Little Thing Called Love" je singl britanskog rock sastava "Queen" kojeg je napisao Freddie Mercury. Pjesma je objavljena na albumu The Game iz 1980. godine. Singl je objavljen 5. listopada 1979. Na "B" strani nalazi "We Will Rock You" (live). Singl se popeo na 2. mjesto top ljestvice singlova u UK, dok je u SAD-u je prvi singl sastava koji se popeo na mjesto broj 1.
Mercury je pjesmu napisao za pet do deset minuta u Rockabilly stilu i otpjevao je na Elvisov način. U riječima pjesme pojavljuje se Mercuryjevo ime ("Ready Freddie"), što se još pojavljuje u pjesmi "Let Me Entertain You"  koja je objavljena 1978. godine na albumu Jazz i u pjesmi "The Invisible Man"  koja je objavljena 1989. godine na albumu "The Miracle". Pjesma je objavljena na kompilaciji "Greatest Hits" iz 1981. godine.

## Top ljestvica
| Zemlja      | Pozicija |
| ----------- | -------- |
| Australija  | 1        |
| Kanada      | 1        |
| Meksiko     | 1        |
| Nizozemska  | 1        |
| SAD         | 1        |
| Novi Zeland | 1        |
| Irska       | 2        |
| UK          | 2        |
| Švicarska   | 5        |
| Norveška    | 8        |
| Austrija    | 9        |
| Njemačka    | 13       |
| Japan       | 64       |

## Obrade
Pjesmu su obradili mogi glazbenici, poput:
- The Chipmunks
- Michael Bublé
- Josh Kelley
- McFly
- The 88
- Dwight Yoakam
- Diana Ross

## Zanimljivost
Freddie Mercury je u siječnju 1987. godine ponovno snimio nekoliko identičnih scena iz glazbenog spota, te ih je upotrijebio za potrebe spota svojeg samostalnog singla "The Great Pretender". 

## Vanjske poveznice
- Tekst pjesme Crazy Little Thing Called Love  Arhivirana inačica izvorne stranice od 16. travnja 2009. (Wayback Machine)